# Robert Zemekis
Robert Li Zemekis (engl. Robert Lee Zemeckis; Čikago, 14. maj 1952) američki je filmski režiser, producent i scenarista. Slavu je stekao kao režiser fantastičnog serijala Povratak u budućnost, nakon čega se u devedesetima okrenuo dramskom žanru — uključujući Foresta Gampa, za kog je dobio Oskara za najboljeg režisera.
Njegov rad karakterišu revolucionarni filmski specijalni efekti, kao i simultano snimanje dva filma (Izgnanik i Duhovi prošlosti). Osim ovoga, Zemekis je pionir digitalne kinematografije od. tehnike poklapanja pokreta (Povratak u budućnost 2, Polar ekspres). Iako je često bio etiketiran kao režiser kog samo zanimaju specijalni efekti (Izgnanik, Beovulf, Božićna pjesma) njegov rad su branili mnogi kritičari — među kojima i Dejvid Tomson, koji je napisao da „nijedan drugi savremeni režiser nije koristio specijalne efekte za više dramatsku i narativnu svrhu”. Dana 27. aprila 2017. godine, Skrin džankis je objavio da Zemekis pregovara o režiranju filma zasnovanog na Flešu (za ).

## Biografija

### Djetinjstvo i mladost (1952—1969)
Zemekis je rođen u Čikagu (Ilinois), u porodici američkog Litvanca Alfonsa Zemekisa i jugoslovenske Italijanke Roze Nespeke; odgojen je u radničkoj katoličkoj porodici, a djetinjstvo je proveo na jugu Čikaga. Pohađao je Srednju školu „Fender akademija”. Zemekis je rekao: „U mojoj porodici nije bilo interesa za umjetnošću. Mislim, nije bilo muzike, nije bilo knjiga, nije bilo pozorišta. ... Jedina inspirativna stvar koju sam imao bila je televizija...” Kao dijete, Zemekis je volio televiziju te bio fasciniran očevom 8-milimetarskom kućnom filmskom kamerom. Počevši sa snimanjem porodičnih događaja, kao što su rođendani i praznici, Zemekis je sa svojim prijateljima postepeno počeo da producira narativne filmove.
Uz to što je volio filmove, Zemekis je takođe ostao posvećen televiziji. „Toliko se priča o problemima s televizijom”, rekao je, „ali ja mislim da mi je ona spasila život.” Televizija mu je prva dala uvid u svijet izvan svog radničkog okruženja; u epizodi The Tonight Show Starring Johnny Carson je saznao za filmske škole. Nakon što je sa ocem pogledao Boni i Klajd (1967) i kako je film snažno uticao na njega, Zemekis je odlučio da upiše filmsku školu.
Roditelji nisu odobravali ovu ideju; Zemekis je kasnije rekao: „Ali samo u smislu da su bili zabrinuti. ... Za moju porodicu, prijatelje i svijet u kojem sam odrastao, bio je to kao san koji je zaista neostvariv. Moji bi roditelji rekli: ’Zar ne vidiš odakle si potekao? Ne možeš biti filmski režiser.’ Mislim da je to bilo nešto što sam morao učiniti njima u inat.”

### Školovanje i prvi filmovi (1969—1979)
Zemekis se prijavio samo u Školu filmskih umjetnosti na Univerzitetu Južne Kalifornije (USC). Pošto mu se Univerzitet nije javio, Zemekis je nazvao, a rekli su mu da je odbijen zbog prosječnih ocjena. On je tada počeo nagovarati službenika i obećao da će upisati ljetnu školu kako bi poboljšao ocjene. Na kraju je uspio nagovoriti školu da ga ipak primi. Nastava je bila teška, a profesori su konstantno naglašavali kako je filmski posao težak. Zemekis se kasnije sjetio kako ga to nije previše uznemiravalo zbog „zdravog cinizma” koji mu je usađen tokom djetinjstva u Čikagu.
Na studijama, Zemekis se sprijateljio sa scenaristom Bobom Gejlom, koji je takođe bio student. Gejl se kasnije prisjetio: „Diplomci sa USC su bili oličenje intelektualizma... Zato smo Bob i ja gravitirali jedan prema drugom jer smo željeli da snimamo holivudske filmove. Nismo bili zainteresovani za francuski novi talas. Bili smo zainteresovani za Klinta Istvuda i Džejmsa Bonda i Volta Diznija, jer odrasli smo na taj način.” Zemekis je na USC diplomirao 1973. godine.
Nakon što je osvojio Studentsku nagradu Akademije na USC za svoj film A Field of Honor, Zemekis je upao u oči Stivenu Spilbergu. Spilberg je rekao: „Projurio je pokraj moje sekretarice, posjeo me i prikazao mi svoj studentski film... a ja sam mislio da je spektakularan, s policijskim autima i neredima, sve popraćeno muzikom Elmera Bernstajna iz Velikog bijega.” Spilberg je postao Zemekisov mentor i izvršni producent za njegova prva dva filma, koja je Zemekis napisao zajedno s Bobom Gejlom.
Filmovi I Wanna Hold Your Hand (1978) i Staro za novo (1980) s Kurtom Raselom bili su bili dobro primljeni od kritike, a Polin Kejl je o potonjem napisala fantastičnu recenziju. Kako god, oba su bila komercijalno dosta neuspješna. I Wanna Hold Your Hand je bio prvi od nekoliko Zemekisovih filmova koji je uključivao istorijske i slavne osobe; u filmu je koristio arhivske materijale i dvojnike kako bi simulirao Bitlse. Nakon neuspjeha njegova prva dva filma i Spilbergove bombe 1941 iz 1979. (za koji su scenario napisali Zemekis i Gejl), par je stekao reputaciju da piše „scenarije za koje su svi mislili da su odlični, [ali] nekako se ne uspijevaju pretočiti u filmove koje bi ljudi htjeli pogledati”.

### Prvi uspjesi iForest Gamp(1980—1997)
Zemekis je zbog svoje reputacije u industriji početkom osamdesetih teško pronalazio posao, iako su on i Gejl bili dosta zaposleni. Pisali su scenarije za druge režisere, uključujući Car Pool za Brajana de Palmu i Growing Up za Spilberga; nijedan na kraju nije postao podloga za film. Svi veći studiji su odbili još jedan Zemekisov i Gejlov projekt, o tinejdžeru koji slučajno otputuje kroz vrijeme u pedesete. Režiser je bio nezaposlen sve dok ga Majkl Daglas nije angažovao za film Lov na zeleni dijamant (1984). Romantična avantura s Daglasom i Ketlin Tarner trebalo je da ispadne veliki neuspjeh (sve dok producenti nisu otpustili Zemekisa nakon što su pogledali prvu grubu verziju), a film je na kraju ipak postigao uspjeh. Dok je radio na filmu, Zemekis je upoznao kompozitora i režisera Alana Silvestrija, koji je napisao muziku za sve njegove kasnije filmove.
Nakon ovog filma, režiser je konačno mogao da snimi svoj scenario o putovanju kroz vrijeme; nazvao ga je Povratak u budućnost. S Majklom Džej Foksom u glavnoj ulozi, film je 1985. ostvario nevjerovatan uspjeh, a uslijedila su i dva nastavka — objavljena 1989. i 1990. godine. Prije nego što su nastavci objavljeni, Zemekis je snimio još jedan film, vratolomnu misteriju smještenu u četrdesete — Ko je smjestio Zeki Rodžeru, koji je brižno spojio tradicionalnu animaciju i akciju uživo; s budžetom od 70 miliona dolara, bio je to jedan od najskupljih filmova ikad snimljenih. Film je bio veliki kritički i komercijalni uspjeh, a osvojio je četiri Oskara. Kada su ga 1990. godine upitali želi li snimiti nekomični film, Zemekis je odgovorio: „Želio bih da mogu snimiti sve. Samo sada, međutim, previše sam nestašan da bih radio bilo šta što zaista nije lakrdijaško.”
Zemekis je 1992. režirao crnu komediju Smrt joj pristaje, s Meril Strip, Goldi Hon i Brusom Vilisom. Slijedio je njegov najveći uspjeh do tada, Forest Gamp (1994). S Tomom Henksom u naslovnoj ulozi, Forest Gamp govori o mentalno zaostalom čovjeku koji nesvjesno sudjeluje u nekim od najvećih događaja dvadesetog vijeka, zaljubljuje se i dolazi u kontakt s nekim od najvećih istorijskih ličnosti. Film je u cijelom svijetu zaradio 677 miliona i postao najuspješniji američki film 1994. godine; osvojio je šest Oskara, uključujući onaj za najbolji film, najboljeg glumca (Henks) te najboljeg režisera (Zemekis). Godine 1997. je režirao Kontakt, projekat koji je dugo bio na čekanju, a snimljen je prema istoimenom romanu Karla Sejgana iz 1985. godine. Film govori o Elenor Arovej (Džodi Foster), naučnici koja vjeruje da je stupila u kontakt sa vanzemaljskim bićima.

### Rad 2000-ih i digitalna tehnologija (1999—danas)
Zemekis je 1999. godine donirao 5 miliona dolara Centru Robert Zemekis za digitalne umjetnosti (engl. Robert Zemeckis Center for Digital Arts) na Južnokalifornijskom univerzitetu. Ovaj kompleks od 3.300 m2 (35.000 sq ft) sastoji se od produkcijskih prostora, velike laboratorije za digitalnu montažu i 50 dvorana za projekcije. Kada se centar otvorio u martu 2001, Zemekis je govorio o budućnosti filma, zajedno s prijateljima Stivenom Spilbergom i Džordžom Lukasom. O onima (uključujući Spilberga) koji se drže celuloidne vrpce i ne razmišljaju o digitalnoj produkciji, Zemekis je rekao: „Ovi dečki su isti oni koji su govorili da je zvuk sa LP ploča bolji od CD-a. Možete raspravljati o tome dok ne poplavite, ali ja ne znam nikoga ko i dalje kupuje vinil. Film, [onakav] kao što smo tradicionalno razmišljali o njemu, postaće drugačiji. Ali kontinuum je čovjekova želja da priča priče oko logorske vatre. Jedina stvar koja se mijenja je logorska vatra.”
Zemekis je 1996. godine, zajedno s Tomom Henksom i scenaristom Vilijamom Brojlsom mlađim, započeo projekat nazvan Izgnanik (Brodolom života) — o čovjeku koji se nađe na pustom ostrvu i prolazi kroz fizičku i duhovnu promjenu. Dok je radio na Izgnaniku, Zemekis se vezao za hičkokovski triler Duhovi prošlosti (Ispod površine) — priču o bračnom paru koji prolazi kroz težak slučaj sindroma praznog gnijezda (film zasnovan na Spilbergovoj ideji). Kako je Henksov lik trebalo da dramatično izgubi na težini u Izgnaniku, Zemekis je shvatio da je jedini način da ista ekipa ostane na okupu dok Henks izgubi težinu da snima Duhovi prošlosti između dva perioda. Prvi dio Izgnanika je snimio početkom 1999, a Duhovi prošlosti u jesen 1999. godine, dok je rad na Izgnaniku dovršen početkom 2000. godine. Kada su ga kasnije pitali o simultanom snimanju dva filma, Zemekis se našalio i rekao: „Ne bih to nikome preporučio.” Duhovi prošlosti, s Harisonom Fordom i Mišel Fajfer, objavljen je u julu 2000. godine; zaradio je podijeljene kritike. Kako god, dobro je prošao u američkim kinima, sa zaradom od 155 miliona dolara. Izgnanik je objavljen tog decembra, a u Americi je zaradio 233 miliona dolara; Henks je za ulogu Čaka Nolanda zaradio nominaciju za Oskara za najboljeg glumca.
Zemekis se 2004. ponovno udružio s Henksom i režirao Polar ekspres, baziran na istoimenoj dječjoj knjizi Krisa Van Alsburga. Polar ekspres je koristio računarsku animaciju u kojoj su pokreti glumaca digitalno preneseni kao pokreti animiranih likova. Bio je to prvi ili drugi veliki film koji je koristio ovu odnosno tehniku hvatanja pokreta, a Njujork tajms je napisao: „Šta god kritika i publika mislili o ovom filmu, iz tehničke perspektive on bi mogao da označi prekretnicu u postepenoj tranziciji sa analognog prema digitalnom filmu.”
U februaru 2007. godine, Zemekis i predsjednik Diznijevog studija Dik Kuk najavili su planove o osnivanju nove produkcijske kuće koja bi se bavila snimanjem digitalnih 3D filmova. Kompanija Imidž muvers didžital (engl. ImageMovers Digital) stvara filmove tehnologijom kojom je snimljen Polar ekspres, a Zemekis režira mnoge projekte. Dizni je ove filmove distribuisao širom svijeta. Zemekis je koristio tehnologiju za hvatanje pokreta ponovo u jednom svom filmu, Beovulf, u kojem se prepričava anglosaksonska epska poema o istoimenom liku; u filmu su glumili Rej Vinston, Andželina Džoli i Entoni Hopkins. Nil Gejman, koji je bio koscenarista adaptacije zajedno sa Rodžerom Avarijem, opisao je film kao „razdragano nasilan i čudan poduhvat oko legende o Beovulfu”. Film je izašao 16. novembra 2007. godine i dobio uglavnom pozitivne kritike.
Jula 2007, časopis Varajeti je objavio da je Zemekis napisao scenario za Božićnu pjesmu, zasnovan na kratkoj priči istog naziva koju je 1843. napisao Čarls Dikens; planirano je ponovno korišćenje hvatanja pokreta i objavljivanje filma pod produkcijom Imidž muvers didžitala. Zemekis je napisao scenario sa Džimom Kerijem u glavi, a Keri je pristao da igra svestrane uloge u filmu — uključujući lik mladog, sredovječnog i starog Ebenizera Skrudža, te tri duha koja proganjaju Skrudža. Produkcija filma je započeta februara 2008, a izašao je 6. novembra 2009. i dobio pomiješane kritike. Glumac Gari Oldman takođe se pojavio u filmu.
Avgusta 2008, Muvis Aj-Dži-En je otkrio u intervjuu sa Filipom Petijem da Zemekis radi sa Petijem na pretvaranju njegovog memoara To Reach the Clouds u igrani film. Robert Zemekis je bio ili ozbiljno razmatran ili određen da režira verziju filma Čarli i fabrika čokolade iz 2005. godine. Zemekis je veliki pristalica 3D kinematografije, a izjavio je da počev od 3D projekta Beovulf svi njegovi naredni filmovi moraju da budu u 3D tehnologiji i sa praćenjem/hvatanjem pokreta. Navodno je popustio po pitanju ove tvrdnje i rekao da će koristiti 3D u zavisnosti od filma.
Dana 19. avgusta 2009. godine, objavljeno je da Zemekis i njegova kompanija pregovaraju sa Eplom u cilju stvaranja rimejka animiranog filma Žuta podmornica u 3D tehnologiji, nakon što se primijeni hvatanje pokreta. Međutim, 12. marta 2010. godine, kada je Zemekisov najveći saveznik iz Diznija otišao (bivši predsjednik Dik Kuk, usljed velikog smanjenja finansiranja po dolasku novog menadžmenta), Dizni je objavio da prekida odnose sa Imidž muvers didžitalom. Posljednji film koji je izašao iz studija, Zemekisov producentski poduhvat И Марс треба маме, bio je drugi najgori promašaj po zaradi u istoriji, sa ukupnim gubitkom od oko 130 miliona dolara. Zemekis se vratio direktnom snimanju filmom Let (2012), dramom snimljenom za Paramaunt sa Denzelom Vošingtonom u glavnoj ulozi.
Dana 31. januara 2014. godine, objavljeno je da će adaptacija scenskog mjuzikla Zemekisovog prvog filma Povratak u budućnost uskoro da se nađe u produkciji. Predstavu će napisati sa originalnim scenaristima Robert Zemekis i Bob Gejl. Prema Gejlu, mjuzikl će da bude „istinski u duhu filma, a da ne postane lanjeni rimejk”.
Godine 2015. Zemekis je režirao istinitu priču Put do slave, koja govori o Filipu Petiju i njegovoj želji da hoda po užetu razapetom između tornjeva Svjetskog trgovinskog centra.
Paramaunt pikčers i Tventit senčuri Foks objavili su februara 2015. godine da će Zemekis biti režiser filma Saveznici, romantičnog trilera čija se radnja odvija tokom Drugog svjetskog rata a naslovnu ulogu igra Bred Pit. Film je izašao 23. novembra 2016. godine.
Dana 27. aprila 2017. godine, Skrin džankis je objavio da Zemekis pregovara o režiranju filma zasnovanog na Flešu (za ).

### Privatni život
Zemekis je izjavio kako je dugo vremena žrtvovao svoj privatni život u korist karijere. „Osvojio sam Oskara kad su mi bile 44 godine”, objasnio je, „ali sam platio za to svojim dvadesetima. Ovu deceniju mog života od filmske škole do tridesete nije bilo ničeg drugog do rada, ništa osim apsolutnog, iscrpljujućeg rada. Nisam imao novca. Nisam imao život.” Početkom 1980-ih Zemekis se oženio s glumicom Meri Elen Trejnor, s kojom ima sina Aleksandera Fransisa. Rekao je kako je brak teško uskladiti s filmskom karijerom, a njegova veza s Trejnor je na kraju okončana razvodom. Godine 2001. se oženio s glumicom Lesli Harter, sa kojom ima dvoje djece.
Zemekis je privatni pilot sa preko 1.600 sati leta (oktobar 2012). Letio je avionom Cirus SR20, koji je poznat po tome što ima padobran koji može poslužiti za bezbjedno spuštanje aviona na zemlju u slučaju nužde.
Prema evidenciji za donacije kampanjama, Zemekis je često davao novac političkim kandidatima povezanim sa Demokratskom strankom, zatim PAK-ovima koji podržavaju interese vlasnika aviona i pilota ili potpomažu planiranje porodice, te grupama koje zagovaraju prava žena u Holivudu.

## Filmografija

### Film
| God.  | Srpski naziv                                                                     | Izvorni naziv | Scenarista | Režiser | Producent | Napomene     |
| ----- | -------------------------------------------------------------------------------- | ------------- | ---------- | ------- | --------- | ------------ |
| 1978. |                                                                                  |               | Da         | Da      | Ne        |              |
| 1979. | 1941                                                                             | 1941          | Da         | Ne      | Ne        |              |
| 1980. | Polovna kola                                                                     |               | Da         | Da      | Ne        |              |
| 1984. | Potraga za zelenim dijamantom                                                    |               | Ne         | Da      | Ne        |              |
| 1985. | Povratak u budućnost                                                             |               | Da         | Da      | Ne        |              |
| 1988. | Ko je smjestio Zeki Rodžeru                                                      |               | Ne         | Da      | Ne        |              |
| 1989. | Povratak u budućnost                                                             |               | Da         | Da      | Ne        |              |
| 1990. | Povratak u budućnost                                                             |               | Da         | Da      | Ne        |              |
| 1992. |                                                                                  |               | Ne         | Da      | Da        |              |
| 1992. | Taoci                                                                            |               | Da         | Ne      | Ne        |              |
| 1994. | Forest Gamp                                                                      |               | Ne         | Da      | Ne        |              |
| 1995. |                                                                                  |               | Ne         | Ne      | Da        |              |
| 1996. | Zastrašivači                                                                     |               | Ne         | Ne      | Da        |              |
| 1996. | Krvavi bordel                                                                    |               | Da         | Ne      | Da        | priča        |
| 1997. | Kontakt                                                                          |               | Ne         | Da      | Da        |              |
| 1999. | Kuća na ukletom brdu / Kuća straha                                               |               | Ne         | Ne      | Da        |              |
| 1999. | Robert Zemekis o pušenju, pijenju i drogiranju u 20. vijeku: U potrazi za srećom |               | Ne         | Da      | Ne        | dokumentarac |
| 2000. | Duhovi prošlosti / Ispod površine                                                |               | Ne         | Da      | Da        |              |
| 2000. | Izgnanik / Brodolom života                                                       |               | Da         | Da      | Da        |              |
| 2001. | Trinaest duhova                                                                  |               | Ne         | Ne      | Da        |              |
| 2002. | Ukleti brod / Brod duhova                                                        |               | Ne         | Ne      | Da        |              |
| 2003. | Šibicari                                                                         |               | Ne         | Ne      | Da        |              |
| 2003. | Gotika                                                                           |               | Ne         | Ne      | Da        |              |
| 2004. | Polar ekspres                                                                    |               | Da         | Da      | Da        |              |
| 2005. | Kuća od voska                                                                    |               | Ne         | Ne      | Da        |              |
| 2006. | Kuća monstrum / Čudovišna kuća / Čudovište u kući                                |               | Ne         | Ne      | Da        |              |
| 2007. | Žetva                                                                            |               | Ne         | Ne      | Da        |              |
| 2007. | Beovulf                                                                          |               | Da         | Da      | Da        |              |
| 2009. | Božićna pjesma                                                                   |               | Da         | Da      | Da        |              |
| 2010. |                                                                                  |               | Ne         | Ne      | Da        |              |
| 2011. |                                                                                  |               | Ne         | Ne      | Da        |              |
| 2011. | Čelična borba / Pravi čelik                                                      |               | Ne         | Ne      | Da        |              |
| 2012. | Let                                                                              |               | Ne         | Da      | Da        |              |
| 2012. |                                                                                  |               | Ne         | Ne      | Da        | dokumentarac |
| 2015. | Put do slave / Hod / Život na rubu                                               |               | Da         | Da      | Da        |              |
| 2015. | Dok Braun spasava svijet                                                         |               | Da         | Da      | Ne        | kratki film  |
| 2016. | Saveznici                                                                        |               | Ne         | Da      | Da        |              |
| 2018. |                                                                                  |               | Da         | Da      | Da        |              |
| 2020. | Veštice                                                                          |               | Da         | Da      | Da        |              |
| 2022. | Pinokio                                                                          |               | Da         | Da      | Da        |              |

### Televizija
| God.  | Srpski naziv       | Izvorni naziv | Napomene                                |
| ----- | ------------------ | ------------- | --------------------------------------- |
| 1986. | Nevjerovatne priče |               | režiser                                 |
| 1989. | Priče iz grobnice  |               | režiser / izvršni producent; 1989—1996. |
| 1992. | Tri muške priče    |               | režiser; segment:                       |
| 1993. | Džoni Bago         |               | režiser                                 |

## Spoljašnje veze
- Robert Zemekis na sajtu  (jezik: engleski)
- Robert Zemekis na sajtu AllMovie (jezik: engleski)
- Robert Zemekis Архивирано на веб-сајту  (14. март 2016) na sajtu  (jezik: engleski)
- Robert Zemekis na sajtu  (jezik: engleski)